# Бен-Нун, Йохай
Йохай Бен-Нун (Фишман) (ивр. יוחאי בן-נון‎, 17 декабря 1924 — 6 июня 1994) — израильский военный, один из основателей израильского спецназа и командующий ВМС Израиля. Герой Израиля.

## Биография
Родился 17 декабря 1924 года в Хайфе в семье репатрианта из России, мать — коренная израильтянка. Детство провёл в Иерусалиме. В возрасте 16 лет вступил в Хагану.
У 1941 году окончил колледж и вступил в Пальмах. У 1944 году уходит из Пальмаха и начинает учиться на медицинском факультете Еврейского университета. Однако уже через год возвращается в Пальмах, вступает во вновь созданную морскую роту. После окончания курсов командиров в 1945 году создал и возглавил звено морских диверсантов, осуществлявших диверсионные операции против кораблей британского флота.
Во время кровавых событий в Хайфском порту 1947 охранял еврейских рабочих и учил их основам самообороны. В 1948 году командовал воинскими частями в боях под Иерусалимом.
У 1948 году капитан Бен-Нун создал в составе ВМС Израиля «Подразделение спасательных катеров» с базой на озере Кинерет, в Тверии. В его состав вошли около 20 человек и 6 катеров, построенных по спецзаказу в Италии. Утром 22 октября 1948 года, у побережья Газы, три ударных катера, на одном из которых находился Бен-Нун, совершили атаку на флагман египетского флота сторожевой корабль «Аль-Амир Фарук» и тральщик типа «B.Y.M.S». В результате атаки «Аль-Амир Фарук» затонул, а тральщик получил значительные повреждения. Спасательный катер подобрал из воды всех израильских моряков и покинул район.
17 июля 1949 года на торжественной церемонии с участием премьер-министра и министра обороны Израиля Давида Бен-Гуриона, начальника Генерального штаба Яакова Дори, и других высокопоставленных лиц, президент Израиля Хаим Вейцман наградил Йохая званием Героя Израиля (Гибор Исраэль).
В начале 1950 года «Подразделение спасательных катеров» и «Подразделение боевых пловцов» были объединены в тринадцатую флотилию («Шайетет 13», Ш-13), командиром которой был назначен Йохай Бен-Нун. Во время Синайской кампании он служил командиром «INS Yafo», участвуя в захвате египетского эсминца.
В 1960—1966 годах занимал должность командующего Военно-морскими силами Израиля.
В 1966 году вышел в отставку, однако во время Шестидневной войны добровольцем пошёл на войну. Принимал участие в военно-морских операциях и боевых действиях на Голанских высотах.
Находясь в отставке, основал и в течение 1968—1982 годов возглавлял полугосударственную компании «Израильские океанографические и Лимнологического исследования» (ивр. חקר ימים ואגמים בע״מ‎), которая занималась изучением природных водоемов.
Умер 6 июня 1994 года в Нью-Йорке (США). Похоронен в киббуце Мааган Михаэль.